# Takanori Nunobe
Takanori Nunobe (jap. 布部 陽功 Nunobe Takanori; ur. 23 września 1973) – japoński piłkarz występujący na pozycji pomocnika.

## Kariera piłkarska
Od 1995 do 2008 roku występował w klubach Verdy Kawasaki, Júbilo Iwata, Vissel Kobe, Cerezo Osaka i Avispa Fukuoka.

## Kariera trenerska
Po zakończeniu piłkarskiej kariery pracował jako trener w Kyoto Sanga FC.